# Euspinolia militaris

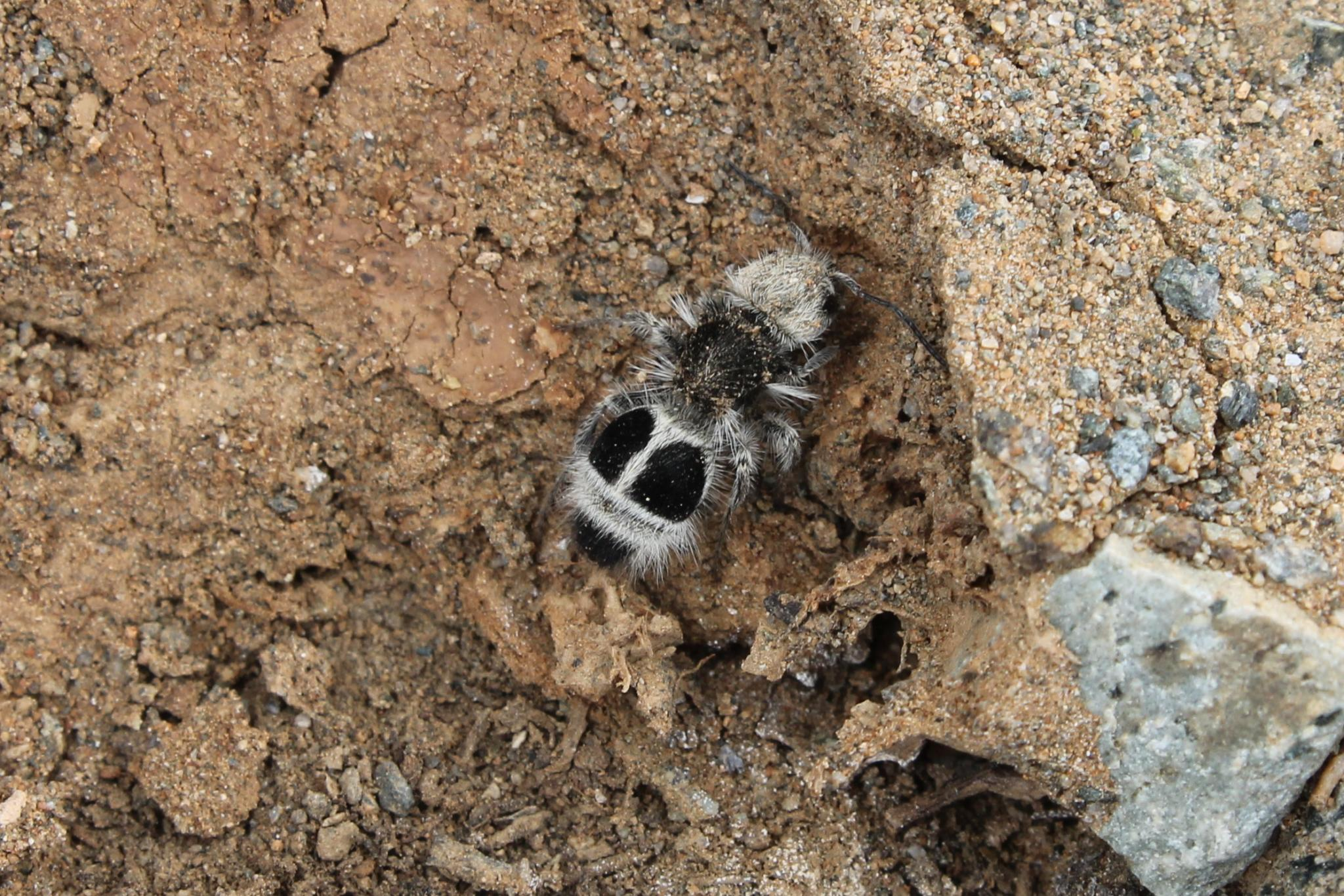
Оса-немка Euspinolia militaris

Euspinolia militaris (лат.) — вид ос-немок (бархатных муравьёв) рода Euspinolia из подсемейства Sphaeropthalminae (триба Pseudomethocini), из-за необычной внешности прозванный муравьём-пандой (англ. panda ant). Эндемик Южной Америки.

## Распространение
Южная Америка: Аргентина, Чили.

## Описание
Мелкие (длина до 8 мм) пушистые осы-немки чёрно-белой окраски. Глаза полусферические, неопушённые. Грудь самок грушевидной формы. Коготки лапок без зубцов. Паразиты в гнёздах других жалящих перепончатокрылых насекомых. Личинки ос-немок питаются личинками хозяев и там же окукливаются в их гнёздах. Имаго питаются нектаром. Вид был впервые описан в 1938 году американским энтомологом Кларенсом Юджином Микелем (1892–1982; Clarence Eugene Mickel, University of Minnesota) по материалам из Чили.